# Paul Burke
Paul Burke (21 de julho de 1926 - 13 de setembro de 2009) foi um ator norte-americano.